# Малая Плесовская
Малая Плесовская — деревня в Вагайском районе Тюменской области России. Входит в состав Черноковского сельского поселения.

## География
Деревня находится на берегу озера Татарское. Автомобильное сообщение. 

## Население
| 2010 |
| ---- |
| 14   |